# Nobi Nobi Boy
Noby Noby Boy (のびのびBOY?, Nobi Nobi Boy) è un videogioco per PlayStation 3, ideato da Keita Takahashi della Namco Bandai, lo stesso creatore di Katamari Damacy. Il gioco è stato pubblicato in tutto il mondo il 19 febbraio 2009. Esiste anche una versione per iOS che è uscita il 18 febbraio 2010.
Uno dei significati della parola "Nobi" in giapponese è "allungamento".

## Modalità di gioco
In Nobi Nobi Boy il giocatore prende il controllo di una creatura quadrupede simile ad un lunghissimo verme, il cui nome è BOY. Usando il gamepad è possibile controllare indipendentemente la testa o la coda di BOY. Muovendoli entrambi in direzione opposta, il giocatore può allungare BOY, sino a fargli raggiungere una notevole lunghezza. Il giocatore può manovrare BOY nell'ambiente di gioco, interagendo con oggetti fissi come case o alberi, e con personaggi in movimento, come persone ed animali, controllati dal computer.
A seconda di quanto BOY si allunga nel corso della partita, il giocatore accumula punti, che possono essere inviati online, tramite un personaggio chiamato SUN, ad un altro personaggio chiamato GIRL. I punti che arrivano a GIRL da tutti i giocatori di Nobi Nobi Boy, permettono al personaggio di allungarsi e sbloccare nuovi livelli. GIRL inizialmente si trovava sulla Terra, ed allungandosi è riuscito ad arrivare sulla Luna e su Marte, e via via procederà per altri pianeti, sbloccando di volta in volta nuovi ambienti di gioco per BOY. Il team di sviluppo di Noby Noby Boy ha dichiarato che i giocatori hanno impiegato circa 1 o 2 settimane per far arrivare GIRL dalla Terra alla Luna.

## La settimana fortunata
Ogni tanto Keita sceglierà la "settimana fortunata", durante la quale quando BOY darà la sua lunghezza a GIRL, questa sarà moltiplicata per un numero casuale. La prima era dal 15 maggio al 22 maggio 2009. Un'altra è stata nel mese di giugno dove al suo termine Keita ha detto: "Grazie alla settimana fortunata e allo sforzo di tutti i BOY, GIRL è riuscita ad allungarsi un sacco! ". Un "weekend fortunato" si è svolto il 4 e 5 luglio 2009 con tutte le lunghezze, moltiplicate per 99. Nel giorno di Capodanno del 2010, il moltiplicatore è stato il 2010.

## La fine del viaggio
Dopo il raggiungimento di Plutone, Bandai Namco ha deciso di dare una spintarella a Girl con un moltiplicatore di 2.000.015 in modo da farle raggiungere velocemente il Sole e farla tornare indietro verso la Terra. Dopo sei anni (più precisamente 2489 giorni) il viaggio di Girl si è concluso riuscendo collegare tutti i pianeti del sistema solare. Al termine del gioco i giocatori hanno potuto leggere una lettera scritta dalla fata (grazie a lei era possibile trasferire la lunghezza di Boy a Girl) del 19 febbraio 2009, giorno in cui Girl ha iniziato il suo viaggio.

## Novità di Girl
- Girl ha raggiunto la Luna (dopo 4 giorni dall'inizio)
- Girl ha raggiunto Marte (dopo 92 giorni dall'inizio)
- Girl ha raggiunto Giove (dopo 275 giorni dall'inizio)
- Girl ha raggiunto Saturno (dopo 722 giorni dall'inizio)
- Girl ha raggiunto Urano (dopo 1050 giorni dall'inizio)
- Girl ha raggiunto Nettuno (dopo 1841 giorni dall'inizio)
- Girl ha raggiunto Plutone (dopo 2468 giorni dall'inizio)
- Girl ha raggiunto molto velocemente Sole, Mercurio e Venere per poi tornare verso la Terra.
- Girl è riuscita a concludere il suo viaggio tornando sulla Terra (dopo 2489 giorni dall'inizio)